# Wino deserowe
Wino deserowe – słodkie lub półsłodkie wino, podawane zazwyczaj po jedzeniu, do ciast i deserów.
Nazwa win pochodzi z języka francuskiego, w którym Vin de dessert oznacza – wino konsumowane do deseru.
Są to zazwyczaj wina mocne – 14–22% zawartości alkoholu, i słodkie. W sposób naturalny można to uzyskać przy użyciu winogron bardzo bogatych w cukry i w przypadku korzystnych warunków klimatycznych, co jest przyczyną wysokiej ceny tych win. 
W celu uzyskania win mocnych i słodkich stosuje się specjalne zabiegi:
- przerwanie w pewnej chwili fermentacji moszczu przez dodatek alkoholu, przez co uzyskuje się  wysoką moc i zachowuje słodycz zawartą w gronach
- dosładzanie moszczów lub win zagęszczonym moszczem gronowym i ich alkoholizowanie - do tego typu win należą: hiszpańska malaga i włoskie wino marsala
- dosładzanie moszczów lub win rodzynkami, jak w przypadku słynnych win węgierskich Tokaj Aszú.

Najlepsze oryginalne wina deserowe są produkowane na południu Europy, w Portugalii, Hiszpanii, we Włoszech oraz Grecji i nazywane winami południowymi, przy czym najwyżej są cenione wina półsłodkie o zawartości cukru 4–6% i wysokiej mocy 18–22%, takie jak: porto, madera, samos i sherry. 
Butelki przechowywane są w pozycji pionowej.

## Rodzaje win deserowych
- Wina likierowe (wino wzmacniane)
- Wermut
- Wino słomkowe
- Wino lodowe
- Wino botrytyczne (wino pleśniowe)
- wina naturalnie słodkie